# 小泉子治沙站
小泉子治沙站，是中华人民共和国甘肃省张掖市临泽县下辖的一个类似乡级单位。

## 行政区划
小泉子治沙站下辖以下地区：
小泉子治沙站虚拟村。